# Annie Perreault
Annie Perreault (ur. 28 lipca 1971 w Windsorze w prowincji Quebec) – kanadyjska łyżwiarka szybka, specjalizująca się w short tracku. Trzykrotna medalistka olimpijska.
Startowała na dwóch igrzyskach (IO 92, IO 98). W 1992 wspólnie z koleżankami triumfowała w sztafecie. Dwa lata później w starcie przeszkodziły jej kłopoty zdrowotne, ponownie na olimpiadzie pojawiła się w 1998. Zwyciężyła na dystansie 5000 metrów, a w sztafecie Kanadyjski zajęły trzecie miejsce. Wielokrotnie stawała na podium mistrzostw świata, w sztafecie i drużynie sięgając po złoto.